# El banquete de Severo Arcángelo
El banquete de Severo Arcángelo es la segunda novela del autor argentino Leopoldo Marechal (1900-1970), publicada en 1966. Está presentada como una novela de suspenso y aventuras, dirigida a los adultos que están en tránsito de convertirse en niños. La escritora argentina María Rosa Lojo la llamó un «fascinante enigma alquímico-policial». También se ha afirmado que el texto describe un viaje iniciático hacia lo absoluto, con influencias de Homero, y que por su comicidad, recuerda a Don Quijote.
La novela comienza con un relato enmarcado autoficcional: Leopoldo Marechal conoce, en un hospital al que fue a visitar a un amigo, a un hombre llamado Lisandro Farías, en cuyos documentos se cuentan los preparativos para el banquete que da título a la novela. Farías es el narrador protagonista hasta el final, donde retoma la palabra el Marechal autoficticio, para darle cierre. El texto ha sido leído como una historia esotérica, plagada de simbolismos y a la vez, reveladora de la sociedad argentina de la época. El lenguaje de la obra recuerda al habla de Buenos Aires, aunque también hace uso de referencias bíblicas e influencias de Dante Alighieri. También se han citado influencias neoplatónicas en el texto.
Esta obra tuvo impacto en la cultura y en la literatura argentinas. Por ejemplo, el músico y poeta Miguel Abuelo tomó el nombre de Los Abuelos de la Nada de una frase de la novela, concretamente de los insultos que el personaje Pablo Inaudi le dirige a Farías: «Padre de los Piojos» y «Abuelo de la Nada».

## Argumento
La novela comienza en un hospital al que Leopoldo Marechal había ido a visitar a un amigo herido. Allí conoce a un moribundo, Lisandro Farías, un periodista que le permite leer sus documentos acerca del banquete de Severo Arcángelo. Estos papeles inician con el relato de la vida de Farías luego de la muerte de su esposa, hecho que lo angustia al punto de querer suicidarse. El reportero recibe la visita de la Enviada Número Tres, una mujer seductora que lo convoca al banquete de treinta y tres comensales. Este evento tendrá lugar en una quinta de San Isidro. A partir de este punto, se narran las etapas previas del simposio. Durante toda la novela, se busca que el lector (junto a Farías) descifre el propósito del banquete, un misterio del que se ofrecen pistas; por ello se acerca a la literatura policial. La trama y el espacio se comparan a veces con un laberinto de forma explícita. La obra está planteada como un viaje simbólico al Paraíso, con un previo descenso a los Infiernos.

## Publicación y recepción
Leopoldo Marechal, en un principio, no fue incluido entre los autores del boom latinoamericano a pesar de la publicación de Adán Buenosayres en 1948. Esto se debió a rispideces políticas y personales. Con la publicación de esta novela en 1965, la popularidad de Marechal creció en las letras argentinas. Su novela anterior había sido recibida con indiferencia, excepto por Julio Cortázar. El banquete de Severo Arcángelo tuvo una recepción crítica y periodística favorable, lo que hizo que se agotara pronto en las librerías.
La obra fue concebida como una continuación de su anterior novela, como la reivindicación del protagonista, Adán Buenosayres. Lisandro Farías, el narrador del banquete, llega al Paraíso, que puede ser el mismo banquete o bien, un lugar edénico denominado la Cuesta del Agua, a diferencia del personaje anterior, que conoce el Infierno.
A propósito de esta comparación, una nota que apareció en la revista Primera Plana en el mismo año de la publicación de la novela, menciona que ambas obras se complementan entre sí, ya que en la primera hay destrucción, mientras que la segunda puede interpretarse como una metáfora del orden y la creación divina. De hecho, algunos elementos de la novela permiten suponer que «Marechal intentó aquí una traslación del Génesis al lenguaje argentino».

## Interpretaciones de la crítica
Numerosos críticos literarios han dado su lectura de El banquete de Severo Arcángelo desde 1965. Existen lecturas religiosas que le asignan a cada elemento descrito un significado trascendente. Por ejemplo, Severo Arcángelo, por la reiteración de su apodo «Viejo» —con variantes como «Viejo Truchimán Libidinoso», «Viejo Pelasgo», «Viejo Fundidor», entre otros— ha sido comparado con Dios y el banquete, con el Paraíso y con el fin de los tiempos. También se ha asimilado a Noé, porque en sus aposentos figura la maqueta de un arca en construcción. Otros personajes, como los payasos opositores Gog y Magog, presentan nombres bíblicos y fueron considerados desde un punto de vista literario, religioso, simbólico y político. Los personajes principales de la novela, entre los que se cuentan Severo Arcángelo, Lisandro Farías o Bermúdez, son «hombres de frontera», ya que han pasado por una crisis vital que los llevó a la degradación y luego pudieron redimirse. De todos los personajes, el único que no tiene comicidad es Pablo Inaudi, guía espiritual, autor intelectual del banquete y quien asigna los roles. Por ello ha sido considerado una figura trascendente en la obra, asociada con Pablo de Tarso y Simón Pedro o con el dios Apolo. En cuanto al banquete en sí, la novela no da una interpretación definitiva. Existen lecturas que lo asocian con una demostración de que lo realmente importante es el viaje y no la meta.
La poeta e investigadora argentina Graciela Maturo propuso una lectura política de la obra, según la cual Severo Arcángelo representa a Juan Domingo Perón y Gog y Magog encarnan a los opositores del peronismo de ultraizquierda. Según esta interpretación, entonces, el fundidor de Avellaneda propondría un cambio social utópico representado por la Cuesta del Agua, una suerte de meta paradisíaca. La autora, además, se apoya en la consideración de que la novela se escribió en la década de 1960, cuando la sociedad argentina aguardaba el retorno de Perón, y que Marechal, en su desdoblamiento autoficcional en los últimos párrafos de la novela, se propone difundir esta historia.
El banquete de Severo Arcángelo fue estudiado desde la literatura comparada y se lo ha relacionado con Los premios de Julio Cortázar, debido a que ambas son novelas en las que aparece una fuerte elipsis y presentan una conclusión nihilista. Además, ambas tienen una trama similar y discurren acerca del hombre moderno.
Existen dos ejes desde los cuales se ha analizado la obra: el simbólico y el metafísico. La obra está planteada como un viaje hacia  la Belleza, la Sabiduría y la Verdad, con un descenso a los Infiernos antes de la ascensión. Según Ana Davis, desde el punto de vista de Lisandro Farías, la novela entera es un Purgatorio, una preparación para llegar a la Cuesta del Agua, hecho que no se narra en la obra pero se insinúa extratextualmente. Este proceso de purificación culmina con el símbolo de la cruz de Cristo, relacionada con las coordenadas espaciotemporales de la vida humana y con la posibilidad de percibir el tiempo como un fluir continuo.
La trama se sitúa en un espacio principal: la propiedad de San Isidro. En ella predominan las antítesis: existen lugares, como la Casa Grande, que se rodean de una aureola mística, mientras que los jardines aparecen descritos como paradisíacos. La Cuesta del Agua, localizada en alguna provincia argentina del norte, recuerda al Paraíso terrenal tal como se describe en el Apocalipsis o como aparece insinuado en los Diarios de viaje de Cristóbal Colón.